# Szerb Vajdaság

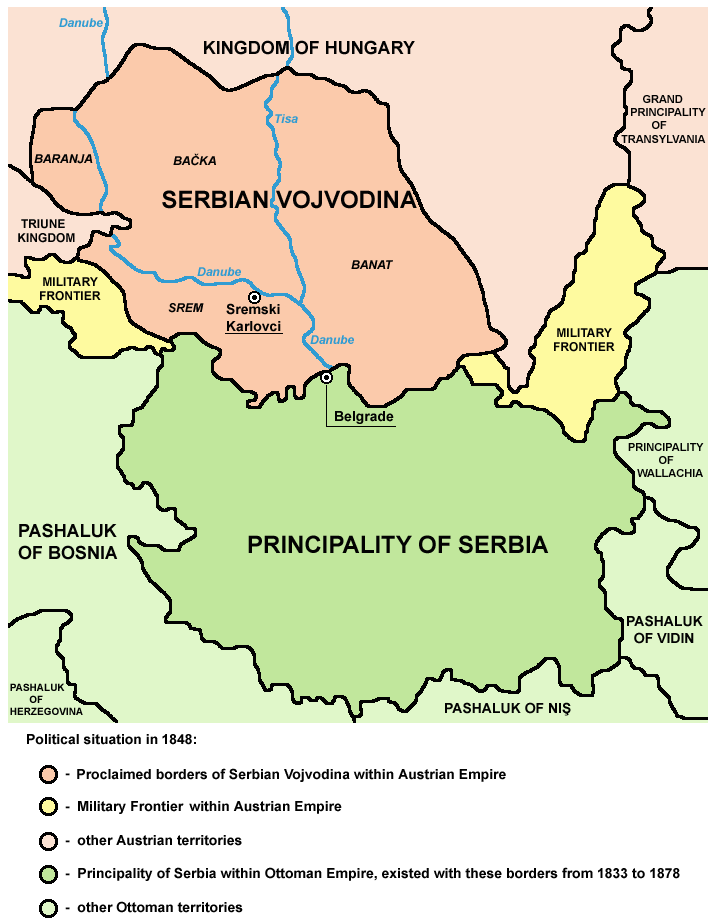
Српска Војводина

A Szerb Vajdaság (szerbül: Српска Војводина) egy rövid életű önjelölt szerb autonóm terület volt a Habsburg Birodalomban a Magyar Királyság területén, jobbára a mai Délvidéken az 1848–49-es forradalom és szabadságharc alatt 1848-1849-ig. 
1849. november 18-án, többé-kevésbé a Szerb Vajdaság területén alakították ki  „Bács-Bodrog, Torontál, Temes, Krassó megyékből, valamint Szerém megye rumai és iloki járásából”, a hivatalosan Szerb Vajdaság és Temesi Bánság-nak elnevezett közigazgatási egységet.

## Története

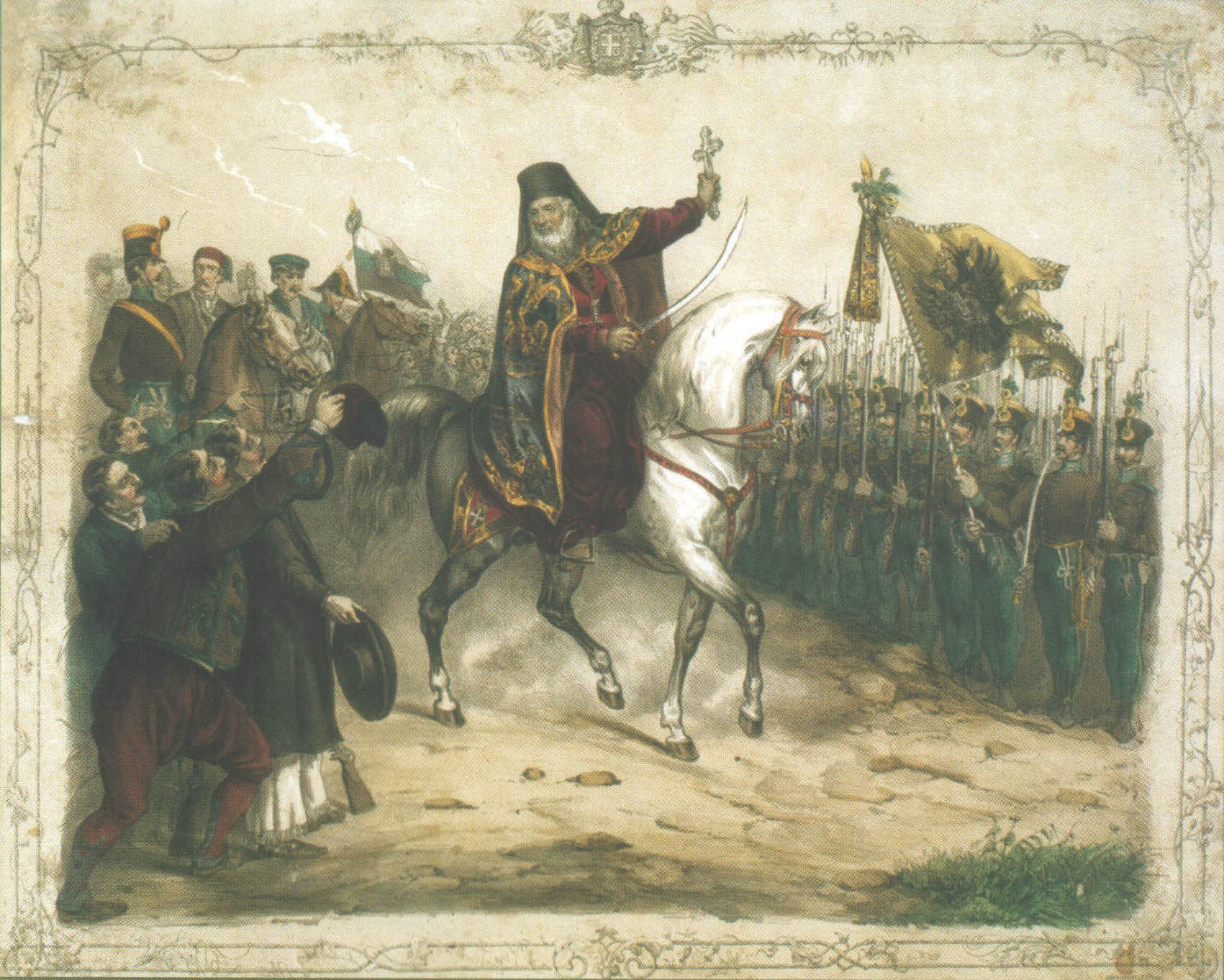
Josip Rajačić karlócai metropolita a szerb felkelés vezetője

Miután kitört a forradalom Magyarországon Karlócán a pesti szerbek már március 17. és 19. között gyűlést szerveztek, ahol a magyar forradalom vívmányait éltető kiáltványt fogadtak el. Emellett szerepeltek a határozatban nyelvi és kulturális önállóságot és politikai függetlenséget (a szerb nemzeti gyűlés elismerését) követelő pontok is. Ez utóbbi pontokat a magyar politikusok Kossuthtal az élükön, az egységes politikai nemzet elvét követve és az egyéni szabadságok fontosságát hangsúlyozva elutasítottak.

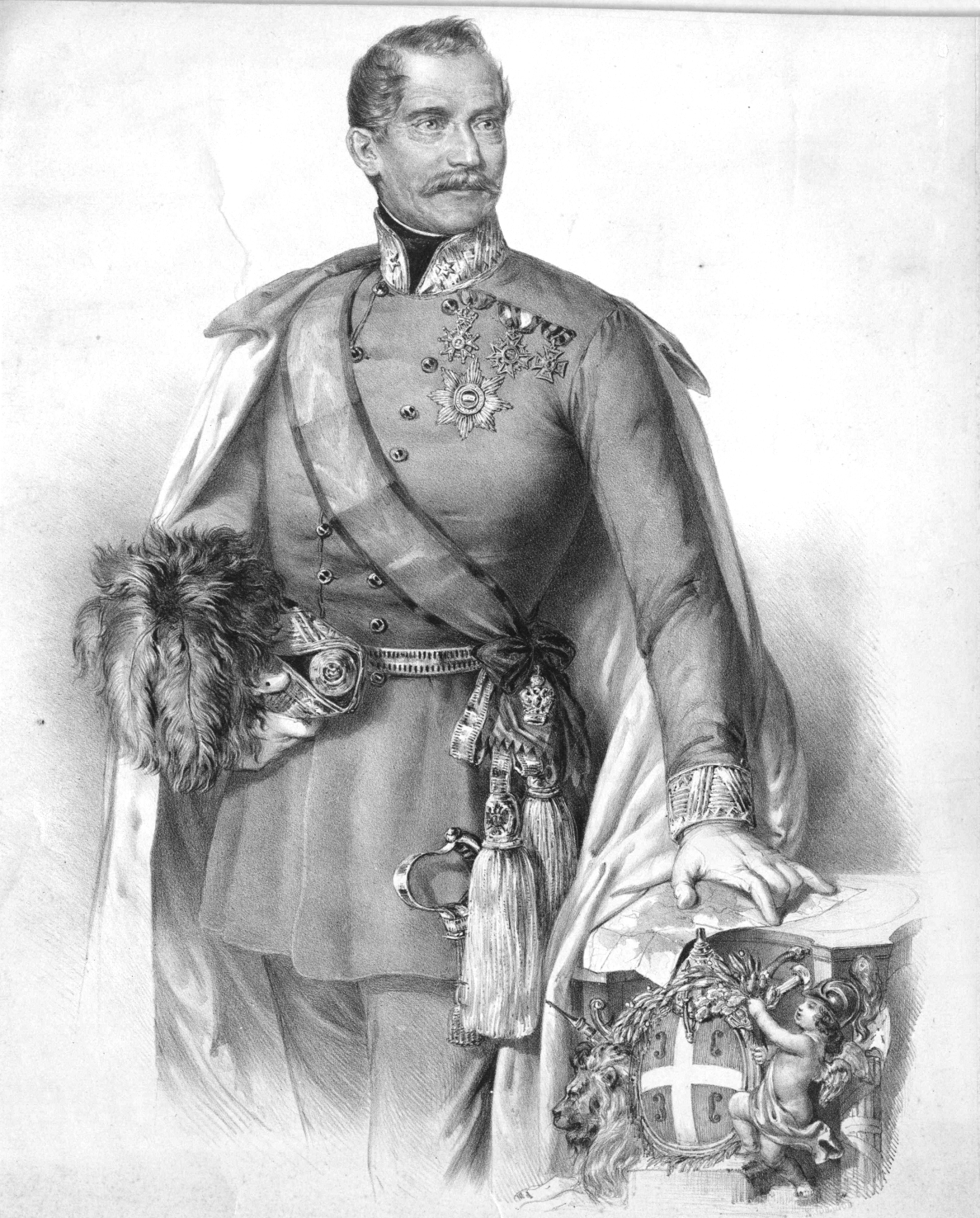
A Szerb Vajdaság első vajdájának Stevan Šupljikac császári ezredest választották meg

A magyarok elutasító magatartásának hatására és a kvázi-független Szerb Fejedelemség támogatását maguk mögött tudva a szerbek egyre határozottabban szembefordultak a magyar kormánnyal, és követeléseik teljesítését az udvartól várták. Az április 14-ei karlócai gyűlés határozatában írásba is foglalták ezt a fordulatot, követelték a magyar kormánytól független szerb vajdaság létrehozását Bácska, Bánság és Baranya területén, amelyet Horvátországgal és a katonai határőrvidékkel közös alkotmánnyal működő területként képzeltek el.
A gyűlést követően állandósultak a zavargások a Délvidéken, Josip Rajačić karlócai metropolita pedig ennek hatására május 13-ára szerb nemzeti kongresszust hívott össze (Májusi Közgyűlés). Ennek a kongresszusnak alig leplezett célja a Vajdaság kikiáltása volt. A helyzet stabilizálására a Batthyány-kormány Csernovics Pétert teljhatalmú kormánybiztosként a Délvidékre küldte, aki statáriumot vezetett be, ezzel azonban a gyűlés megtartását nem tudta megakadályozni, mivel hatalma nem terjedt ki a horvát báni igazgatás alatt álló területekre. Így a gyűlést Újvidék helyett ismét Karlócán tartották meg.
A kongresszuson Rajcsicsot pátriárkává szentelték, kikiáltották a független vajdaságot, melynek első vajdájának Stevan Šupljikac császári ezredest választották meg, aki ekkor Itáliában harcolt. Létrehozták ezen felül a szerb nemzet főbizottságát (főodbor), amely a vajdasági alkotmány kidolgozásáért volt felelős, és a Vajdaság kormányaként működött. Az első elnöke Rajacsics lett, ő azonban hamarosan lemondott Ðorđe Stratimirović javára. Stratimirović megkezdte a közigazgatás átszervezését és a Szerb Fejedelemség segítségével, a bécsi udvar hallgatólagos beleegyezésével, a felkészülést a fegyveres felkelésre.

## A szabadságharc a délvidéken

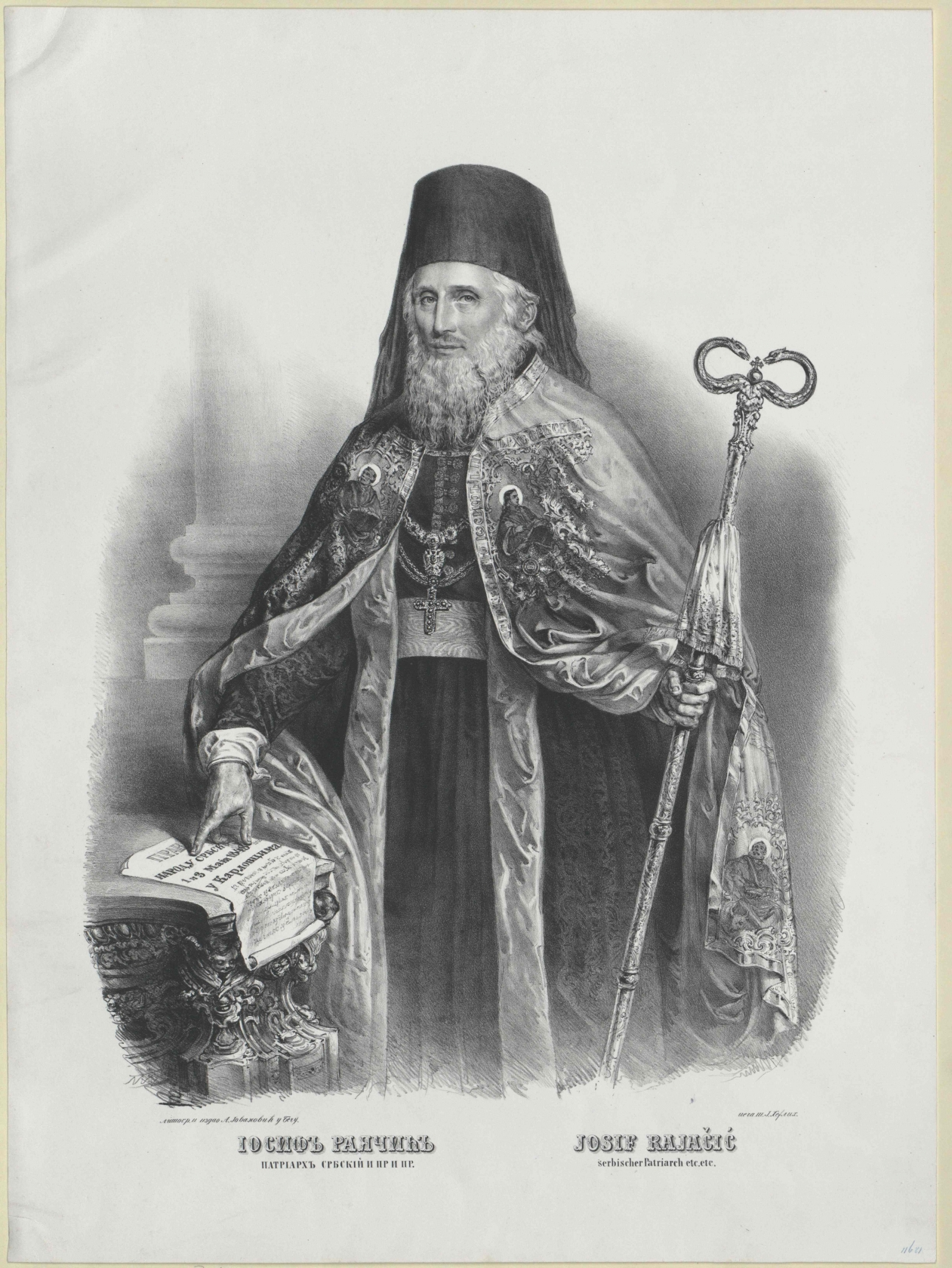
Josip Rajačić horvátországi születésű szerb metropolita, a magyarországi szerb nemzeti mozgalom vezetője

- Kossuth Lajos 1848. április 27-én Bács, Arad megye és város, Temes megye, Torontál megye, Krassó megye, Szabadka város, Zombor város, Újvidék város, Temesvár város, Csajkások közigazgatási kerületére Csernovics Péter  temesi gróf és főispánt nevezte ki kormánybiztosként, hogy a szükséges fegyveres erővel azonnal a lázadás helyére menjen, a lázadást lecsillapítsa és ha szükséges, akkor azt fegyveres erővel elnyomja.[2]
- Június 6-án a csajkás kerület katonái fellázadtak, ugyan ezen a napon a horvát szábor döntése értelmében a Háromegy Királyság szövetségre lépett a Szerb Vajdasággal.
- Június 12-én a felbőszített Hrabovszky János altábornagy a péterváradi helyőrséggel támadást intézett a karlócai szerb tábor ellen, ám a támadást visszaverték, és június 13-án a szerb főodbor hadba szólított minden szerb férfit a magyar honvédség ellen.
- A nyár végére mindkét fél kiépítette a saját táborait, melyek részben az ellenfél szemmel tartására, részben a portyák támaszpontjaként szolgáltak. A felkelőket támogatta Arad és Temesvár császárhű őrsége is.
- Novemberre újabb szerb védvonal épült ki Pancsova körülamit a Kiss Ernő, Vetter Antal és Damjanich János vezette magyar csapatok az év végére felszámoltak, és januárra már közel jutottak a szerb felkelők teljes legyőzéséhez. A nyugatról betörő császári csapatok megállítására minden nélkülözhető erőt kivontak a térségből, és a szerbek ismét megerősödtek.
- Perczel Mór megérkezésével március 15-én újabb támadás indult, melybe Bem is bekapcsolódott, és június végére a magyarok a Titeli-fennsík, valamint Arad és Temesvár erődítményei kivételével megtisztították a császáriaktól és szerb felkelő csapatoktól a Délvidéket. Ekkor béketárgyalások is indultak, azonban a területi autonómia kérdésén megbukott a kezdeményezés. Jellasics vezetésével júliusban császári erősítés érkezett, mely a magyar csapatok kivonásával együtt a magyarok visszaszorulásához vezetett.
- Vetter Antal, Kmety György és Guyon Richárd vezetésével a magyar csapatok júliusban ismét kisöpörték a császáriakat, azonban ezután nem sokkal a szabadságharc vereséget szenvedett.

## A szerb autonómia a forradalom után
A magyar forradalom bukása után a császár 1849-ben alapította meg a Szerb Vajdaság és Temesi Bánságot mint a Szerb Vajdaság utódját. Azonban szerbek nem voltak teljesen elégedettek az új vajdasággal, mivel bár nagy kiterjedésű volt, etnikailag vegyes (pl román, német, magyar, horvát) nemzetiségű bánsági és szlavón területeket foglalat magába. Kizárt egyes szerb többségű területeket a Szerémségben, főleg a határőrvidéken amiket az önjelölt Szerb vajdaság tervezetük magában foglalt.

## Közigazgatás
A vajdaság első székhelye Karlóca, majd többször átköltözött: Zimony , Nagybecskerek és Temesvár városaiba.

## Kormány
- Stevan Šupljikac, az első vajda (1848)
- Josip Rajačić, első elnök (1848-1849)
- Ðorđe Stratimirović második elnök (1849)[1][3][4]